# Laura Glauser
Laura Glauser (n. 20 august 1993, Besançon, Franța) este o handbalistă ce a reprezentat Franța, medaliată olimpică. A participat la o ediție a Jocurilor Olimpice (2016) în care a câștigat o medalie de argint.